# Belęcin
Belęcin (prononciation : [bɛˈlɛnt͡ɕin]) est un village polonais de la gmina de Siedlec dans le powiat de Wolsztyn de la voïvodie de Grande-Pologne dans le centre-ouest de la Pologne.
Il se situe à environ 7 kilomètres au nord de Siedlec (siège de la gmina), à 13 kilomètres au nord-ouest de Wolsztyn (siège de la gmina et du powiat) et à 67 kilomètres à l'ouest de Poznań (capitale régionale).

## Histoire
De 1793 à 1920, Belencin fait partie de l'arrondissement de Fraustadt jusqu'en 1887 puis de l'arrondissement de Lissa dans le district de Posen au sein de la province de Posnanie.
De 1975 à 1998, le village faisait partie du territoire de la voïvodie de Zielona Góra.

Depuis 1999, Belęcin est situé dans la voïvodie de Grande-Pologne.